# Макат — Атирау
Макат – Атирау – газопровідна система, яка забезпечує блакитним паливом промисловість та населення казахського міста Атирау.
У другій половині 1980-х років через прикаспійський район на заході Казахстану пройшов потужний магістральний трубопровід Макат – Північний Кавказ (МПК) діаметром 1420 мм, використання якого у проектному режимі припинилось із розпадом СРСР. Втім, його початкова ділянка продовжує відігравати важливу роль у газотранспортній системі Казахстану, оскільки з її допомогою забезпечують подачу блакитного палива до значного промислового центру міста Атирау.
Газифікацію Атирау, яке знаходиться за три десятки кілометрів від траси МПК, розпочали шляхом прокладання від 119-го кілометра МПК газопроводу-відводу діаметром 500 мм. Він прямував по лівобережжю річки Жайик (Урал) та забезпечив блакитним паливом тільки лівобережну частину міста, де розташовувались такі великі промислові споживачі, як Атирауська ТЕЦ (переведена на газ в 1993-му) та Атирауський нафтопереробний завод.    
Для забезпечення правобережної частини міста проклали газопровід-відвід діаметром 219 мм, що починається в районі розташованої на 130-му кілометрі траси МПК компресорної станції Редут. На правобережжі найбільшим промисловим споживачем є насосно-перекачуюча станція Каспійського трубопровідного консорціуму.
В 2013-му по правобережжю в одному коридорі з існуючою лінією проклали газопровід довжиною 22 км та діаметром 319 мм, після чого перша нитка була переведена у розряд резервних.
В першій половині 2020-х розпочалось узгодження проекту, за яким першу правобережну нитку діаметром 219 мм має замінити нова лінія в діаметрі 426 мм.
В 2023 році між Макатом та КС Редут проклали другу нитку (лупінг) довжиною 130 км та діаметром 1020 мм, що має гарантувати стабільність газопостачання споживачів незалежно від технічного стану першої нитки.
Також можливо відзначити, що через перемичку від ділянки Макат – Редут живиться ТЕС Карабатан.